# 毓麒
怡親王毓麒（1900年4月18日—1948年10月），二等鎮國將軍溥耀长子，母為妾馮氏(父為馮雙順)，怡親王系第十四代。
他在光緒二十六年三月（1900年）出生，光緒二十八年七月（1902年）接替被廢的伯父溥靜成為第十四代怡親王。
民國三十七年九月（1948年）薨逝，虛齡四十九岁。